# غاز غير تقليدي

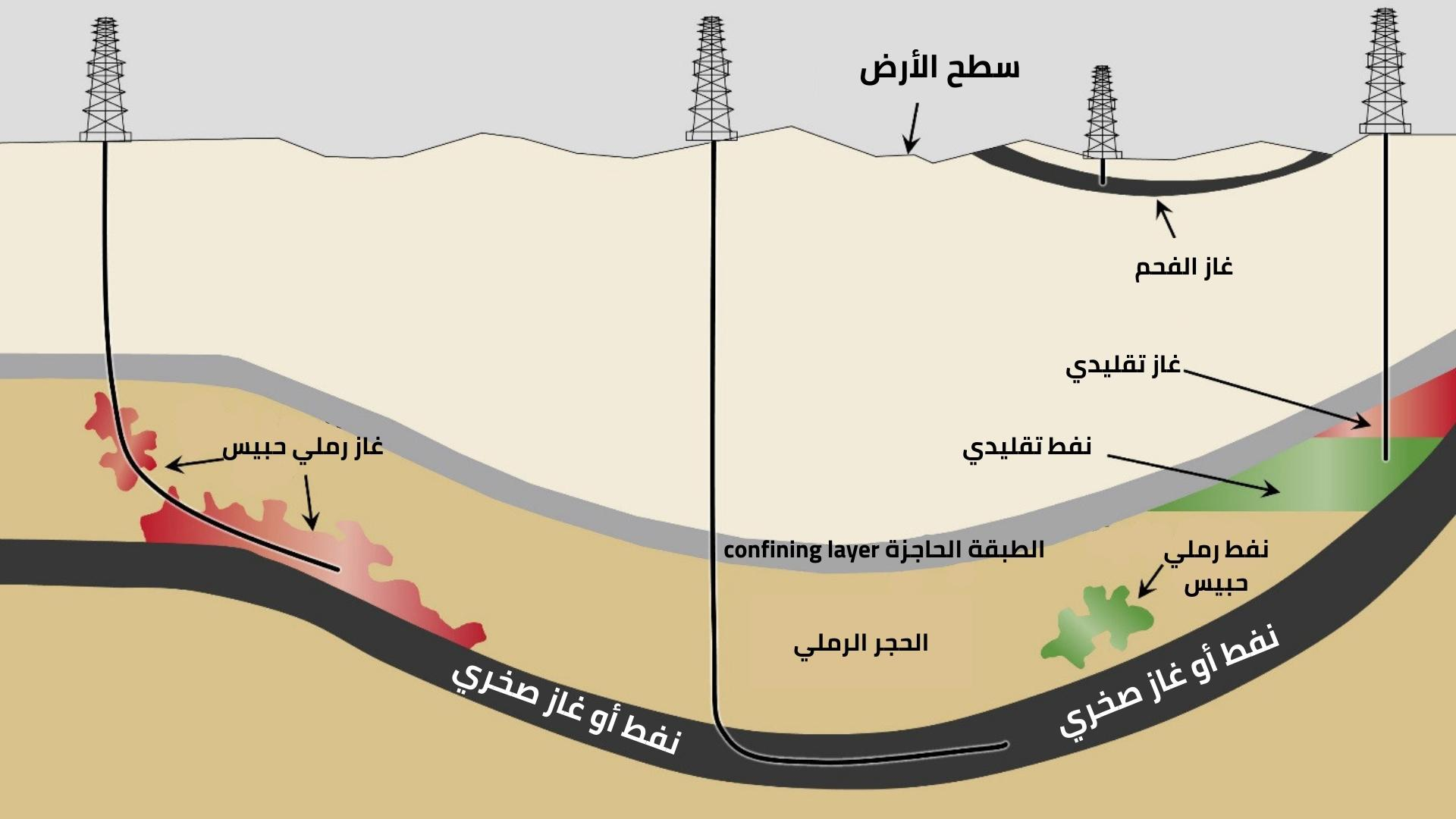
مقطع عرضي تخطيطي للأنواع العامة لموارد النفط والغاز وتوجهات آبار الإنتاج المستخدمة في التكسير الهيدروليكي

الغاز غير التقليدي (بالإنجليزية: Unconventional gas) هو غاز طبيعي يُستخرج من مكامن مختلفة عن تلك المكامن الأقرب التي يتواجد بها الغاز التقليدي. يشمل الغاز المستخرج من مكامن تعتبر غير تقليدية ما يلي:
- ميثان طبقة الفحم
- هيدرات الميثان (هيدرات الغاز)
- غاز الأردواز
- الغاز الطبيعي الصناعي (Substitute natural gas)، مثل الغاز الصخري الزيتي (Oil shale gas)
- غاز حبيس

كما أشارت الوكالة الدولية للطاقة (IEA) في عام 2013 أنه فيما يتعلق بالنفط غير التقليدي، فإن تحديد النفوط التقليدية مقابل غير التقليدية أمر متغير مع مرور الوقت وتطور التقنيات والتكاليف. وبالتأكيد، هذا ينطبق أيضًا على الغاز غير التقليدي.
يعتبر الغاز الطبيعي، سواء تم إنتاجه بشكل تقليدي أم لا ، مصدرًا غير تقليدي لإنتاج النفط.